# Doudeville
Doudeville és un municipi francès situat al departament del Sena Marítim i a la regió de Normandia. L'any 2007 tenia 2.567 habitants.

## Demografia

### Població
El 2007 la població de fet de Doudeville era de 2.567 persones. Hi havia 1.064 famílies de les quals 340 eren unipersonals (120 homes vivint sols i 220 dones vivint soles), 300 parelles sense fills, 332 parelles amb fills i 92 famílies monoparentals amb fills.
La població ha evolucionat segons el següent gràfic:
Habitants censats

### Habitatges
El 2007 hi havia 1.207 habitatges, 1.078 eren l'habitatge principal de la família, 37 eren segones residències i 92 estaven desocupats. 856 eren cases i 351 eren apartaments. Dels 1.078 habitatges principals, 545 estaven ocupats pels seus propietaris, 510 estaven llogats i ocupats pels llogaters i 23 estaven cedits a títol gratuït; 48 tenien una cambra, 74 en tenien dues, 220 en tenien tres, 288 en tenien quatre i 448 en tenien cinc o més. 602 habitatges disposaven pel capbaix d'una plaça de pàrquing. A 514 habitatges hi havia un automòbil i a 326 n'hi havia dos o més.

### Piràmide de població
La piràmide de població per edats i sexe el 2009 era:
| Homes | Edats   | Dones |
| ----- | ------- | ----- |
| 0     | 95 o +  | 4     |
| 4     | 90 a 94 | 8     |
| 28    | 85 a 89 | 32    |
| 8     | 80 a 84 | 24    |
| 48    | 75 a 79 | 68    |
| 68    | 70 a 74 | 72    |
| 48    | 65 a 69 | 72    |
| 48    | 60 a 64 | 84    |
| 44    | 55 a 59 | 56    |
| 100   | 50 a 54 | 76    |
| 100   | 45 a 49 | 88    |
| 120   | 40 a 44 | 92    |
| 64    | 35 a 39 | 88    |
| 68    | 30 a 34 | 52    |
| 92    | 25 a 29 | 76    |
| 88    | 20 a 24 | 68    |
| 85    | 15 a 19 | 96    |
| 96    | 10 a 14 | 84    |
| 80    | 5 a 9   | 68    |
| 44    | 0 a 4   | 72    |

## Economia
El 2007 la població en edat de treballar era de 1.557 persones, 1.099 eren actives i 458 eren inactives. De les 1.099 persones actives 982 estaven ocupades (557 homes i 425 dones) i 117 estaven aturades (45 homes i 72 dones). De les 458 persones inactives 124 estaven jubilades, 131 estaven estudiant i 203 estaven classificades com a «altres inactius».

### Ingressos
El 2009 a Doudeville hi havia 1.137 unitats fiscals que integraven 2.621 persones, la mediana anual d'ingressos fiscals per persona era de 15.876 €.

### Activitats econòmiques
Dels 137 establiments que hi havia el 2007, 1 era d'una empresa extractiva, 4 d'empreses alimentàries, 1 d'una empresa de fabricació de material elèctric, 1 d'una empresa de fabricació d'elements pel transport, 4 d'empreses de fabricació d'altres productes industrials, 19 d'empreses de construcció, 49 d'empreses de comerç i reparació d'automòbils, 4 d'empreses de transport, 9 d'empreses d'hostatgeria i restauració, 1 d'una empresa d'informació i comunicació, 6 d'empreses financeres, 2 d'empreses immobiliàries, 11 d'empreses de serveis, 18 d'entitats de l'administració pública i 7 d'empreses classificades com a «altres activitats de serveis».
Dels 41 establiments de servei als particulars que hi havia el 2009, 1 era una oficina d'administració d'Hisenda pública, 1 gendarmeria, 1 oficina de correu, 3 oficines bancàries, 1 taller de reparació d'automòbils i de material agrícola, 2 autoescoles, 3 paletes, 4 guixaires pintors, 5 fusteries, 4 lampisteries, 2 electricistes, 1 empresa de construcció, 4 perruqueries, 3 veterinaris, 5 restaurants i 1 agència immobiliària.
Dels 24 establiments comercials que hi havia el 2009, 1 era un hipermercat, 1 un supermercat, 3 fleques, 2 carnisseries, 1 una botiga de congelats, 2 llibreries, 4 botigues de roba, 1 una botiga de roba, 1 una sabateria, 1 una botiga d'electrodomèstics, 1 una botiga de mobles, 1 una botiga de material de revestiment de parets i terra, 1 un drogueria, 1 una perfumeria i 3 floristeries.
L'any 2000 a Doudeville hi havia 20 explotacions agrícoles que ocupaven un total de 540 hectàrees.

## Equipaments sanitaris i escolars
El 2009 hi havia 1 farmàcia i 1 ambulància.
El 2009 hi havia 1 escola maternal i 2 escoles elementals. Doudeville disposava d'un col·legi d'educació secundària amb 386 alumnes.

## Poblacions més properes
El següent diagrama mostra les poblacions més properes.